# 加州蒙特罗斯化学公司
加州蒙特罗斯化学公司（英语：Montrose Chemical Corporation of California），是位于美国加州的化学制品公司，从1947年成立到1982年停产一直是美国最大的滴滴涕杀虫剂生产商。该公司对于化学肥料的不当处理对洛杉矶附近的太平洋造成了严重的环境破坏，其另外一个工厂被美国环境保护局指定为超级基金项目。